# Ingaí
Ingaí – miasto i gmina w Brazylii, w stanie Minas Gerais. Znajduje się w mezoregionie Campo das Vertentes i mikroregionie Lavras.